# Ylijoki (vattendrag i Lappland, lat 67,45, long 26,87)
Ylijoki är ett vattendrag i Finland.   Det ligger i landskapet Lappland, i den norra delen av landet, 800 km norr om huvudstaden Helsingfors.